# 夕蜜柑
夕蜜柑（ゆうみかん）は、日本のライトノベル作家。小説投稿サイト「小説家になろう」でも活動している。
2016年から「小説家になろう」で『痛いのは嫌なので防御力に極振りしたいと思います。』を連載し、2017年には書籍化、2020年にはアニメ化を果たした。

## 作品
- 痛いのは嫌なので防御力に極振りしたいと思います。（イラスト：狐印、カドカワBOOKS、既刊19巻）